# George, vojvoda od Clarencea
George (Đuro) Plantagenet, vojvoda od Clarencea (21. listopada 1449. – 18. veljače 1478.), bio je sin Rikarda Plantageneta, 3. vojvode od Yorka, i Cecily Neville, te brat engleskih kraljeva Eduarda IV. i Rikarda III. Imao je važnu ulogu u dinastijskim borbama poznate kao Ratovi dviju ruža.
Unatoč tome što krvno pripada kući York, mijenjao je strane te podržavao Lancastere, ali se ponovno vratio Yorkovima. Kasnije je bio uhićen za izdaju protiv vlastitog brata, kralja Eduarda IV. te je smaknut (navodno utopljen u bačvu vina). Pojavljuje se kao povijesni lik u Shakespeareovim dramama Henrik VI, dio treći i Rikard III, u kojima je njegova smrt pripisana Rikardovim podvaljivanjima.

## Život
Razmatran je bio kao potencijalan muž za Mariju, kći Karla, vojvode od Burgundije. Clarence je pao pod utjecaj svog rođaka Rikarda Nevilla, grofa od Warwicka, te se u srpnju 1469. oženio u Calaisu njegovom najstarijom kćeri, Izabelom Neville.
Clarence je aktivno podupirao svog brata, Eduarda IV., na usponu na vlast. Međutim, kada je njegov punac (poznat po tome da postavlja engleske kraljeve) naputio Eduarda da bi sklopio savezništvo sa svojom neprijateljicom, Margaretom Anžuvinskom, suprugom svrgnutog kralja Henrika VI., pridružio mu se u Francuskoj, te poveo sa sobom svoju trudnu suprugu. Izabela mu je rodila prvo dijete, djevojčicu, 16. travnja 1470. godine u brodu na putu do Calaisa. Dijete je ubrzo umrlo. Henrik VI. je nagradio Clarenca obećavši mu da će nakon njegovog sina biti prvi u redu za prijestolje. Nakon kratkog vremena, Clarence je shvatio da nije trebao vjerovati svom tastu: Warwick je za svoju mlađu kći, Anu, Clarenceovu šogoricu, dogovorio brak sa sinom Henrika VI. u prosincu 1470. Warwicku su vlastiti interesi bili važniji od toga da Clarence postane kralj te nije namjeravao zamijeniti Eduarda s Đurom. Clarence se potajno ponovno pomirio s Eduardom.
Warwickov trud da zadrži Henrika VI. na prijestolju je u konačnici propao te je Warwick nastradao u bitci kod Barneta 1471. godine. Kralj Eduard IV. je brata Clarencea postavio na visoku poziciju u dvorskoj službi nakon što se vratio na vlast. Nakon Warwickove smrti Clarence je postao jure uxoris grof od Warwicka, ali nije naslijedio čitavu Warwickovu imovinu budući da je njegov mlađi brat, Rikard, vojvoda od Gloucestera, oženio Anu Neville, koja je u 1471. godini ostala udovica. Eduard je intervenirao i u konačnici raspodijelio zemlju među svojom braćom. Clarence je postao, po Izabelinom pravu, prvi grof od Warwicka 25. ožujka 1472., i prvi grof od Salisburyja.
Godine 1475. Clarenceova supruga Izabela rodila je sina, Eduarda, grofa od Warwicka. Izabela je umrla 22. prosinca 1476., dva mjeseca poslije rođenja sina imena Rikard koji je živio nekoliko mjeseci. Đuro i Izabela su zakopani zajedno u Gloucestershireu. Njihova preživjela djeca, Margareta and Eduard, bila su zbrinuta kod njihove tete, Ane Neville, sve do njezine smrti 1485. godine kada je Eduard imao deset godina.

## Smrt
Clarence je bio uvjeren da mu je žena bila otrovana koji je zbog toga dao pogubiti dvoje osumnjičenih. 1478. godine je kralj Eduard IV. demantirao optužbe. Clarenceovo psihičko stanje, do tada nikada stabilno, pogoršavalo se te kulminiralo njegovim sudjelovanjem u još jednoj pobuni protiv kralja Eduarda.
1477. godine Clarence je ponovno bio udvarač Mariji, koja je postala vojvotkinja od Burgundije. Eduard je prigovorio tom prijedlogu, pa je Clarence napustio dvor.
Uhićenje i odlazak u Tower dovelo je do njegovog priznanja nakon mučenja da je "zamišljao i pokušavao realizirati" kraljevu smrt te da se služio magijom da to postigne. Naveo je imena vračara koje je platio za tu urotu, tako da su oni završili na vješanju na temelju izdaje.
To je bilo jasno upozorenje za Clarence koje je isti ignorirao. Nakon još jednog izbijenog nereda zbog Clarencea, Eduard je naredio njegovo uhićenje.
Clarence je bio zatvoren u Toweru. Clarence nije bio prisutan na svom suđenju – Eduard je osobno bio tužitelj: zahtijevao je da Parlament usvoji prijedlog pridruženog zakona protiv njegovog brata, izjavivši da je kriv za "neprirodne, gnusne izdaje" koje su pogoršavale činjenica da je Clarence njegov brat, koji mu je, ako je itko dugovao, odanost i ljubav. Clarence "pogubljen je privatno" u Toweru 18. veljače 1478., a ubrzo nakon događaja proširila se glasina da je utopljen u kukuruzu vina iz Malmseyja. Biograf Rikarda III. Paul Murray Kendall vjeruje da je razlog zbog kojeg je Eduard bio toliko oštar prema bratu taj što je od biskupa Roberta Stillingtona iz Batha i Wellsa otkrio da je Đuro pustio tajnu Eduardovog bračnog predugovora s lady Eleanor Talbot. Iako legenda tvrdi da je Rikard III donio smrt svog brata, možda je suprotno: pokušao ju je spriječiti.

## Potomstvo
- Anne of Clarence (16. travnja 1470. – c. 17. travnja 1470.),
- Margareta Pole, grofica od Salisburyja (14 August 1473 – 27 May 1541); udala se za Sir Richarda Polea; smaknuta od Henrika VIII.
- Eduard Plantagenet (25. veljače 1475. – 28. studenog 1499.); posljednji legitimni nasljednik Plantageneta izravne muške linije; smaknut od Henrika VII na temelju pokušavanja bijega iz Londonskog tornja.
- Rikard od Clarencea (5. listopada 1476. – 1. siječnja 1477.)